# Новочеркасское (Московская область)
Новочеркасское — деревня в Воскресенском муниципальном районе Московской области. Входит в состав городского поселения Хорлово. Население — 34 чел. (2010).

## География
Деревня Новочеркасское расположена в южной части Воскресенского района, примерно в 7 км к востоку от города Воскресенска. Высота над уровнем моря 133 м. Рядом с деревней протекает река Семиславка. В деревне 4 улицы — Восточная, Заречная, Школьная и проезд Полевой. Ближайший населённый пункт — деревня Ёлкино.

## История
Ранее называлась деревней Черкасской. В эту деревню переехала часть жителей деревни Климово после пожара, он стали основным ядром населения Черкасской.
В 1926 году деревня входила в Новочеркасский сельсовет Колыберовской волости Коломенского уезда Московской губернии, имелась школа 1-й ступени и единое потребительское общество (ЕПО).
С 1929 года — населённый пункт в составе Воскресенского района Коломенского округа Московской области, с 1930-го, в связи с упразднением округа, — в составе Воскресенского района Московской области.
До муниципальной реформы 2006 года Новочеркасское входило в состав Ёлкинского сельского округа Воскресенского района.

## Население
В 1926 году в деревне проживало 1095 человек (525 мужчин, 570 женщин), насчитывалось 209 хозяйств, из которых 204 было крестьянских. По переписи 2002 года — 22 человека (9 мужчин, 13 женщин).
| 1926 | 2002 | 2010 |
| ---- | ---- | ---- |
| 1095 | ↘22  | ↗34  |